# Alan M. Leslie
Alan M. Leslie est un psychologue écossais, professeur de psychologie et de sciences cognitives à l'Université Rutgers, où il dirige le Cognitive Development Laboratory (CDL) et est codirecteur du Rutgers University Center for Cognitive Science (RUCCS) avec Ernest Lepore.

## Biographie
Leslie obtient son diplôme de premier cycle en psychologie et linguistique à l'Université d'Édimbourg en 1974 et son doctorat en psychologie expérimentale de l'Université d'Oxford en 1979/80.
Pendant un certain nombre d'années, il est chercheur principal du Conseil de la recherche médicale à l'Université de Londres. Il rejoint la faculté de l'Université Rutgers en 1993. Il travaille aussi comme professeur invité à l'Université autonome de Madrid, à l'Université de Chicago et à l'Université de Californie à Los Angeles. En 2005, il donne la XIIIe conférence commémorative Kanizsa à l'Université de Trieste et en 2006, il est le premier récipiendaire du prix Ann L. Brown pour l'excellence en recherche sur le développement. En 2008, il est nommé Fellow de l'Association for Psychological Science et également élu à l'Académie américaine des arts et des sciences.
Leslie est membre de la Cognitive Development Unit (CDU) à Londres qui propose la Théorie de l'esprit dans l'autisme. En 1985, il publie avec Simon Baron-Cohen et Uta Frith le célèbre article Does the autistic child have a "theory of mind"?  dans lequel il est suggéré que les enfants autistes ont des difficultés particulières avec les tâches exigeant que l'enfant comprenne les croyances et les désirs d'une autre personne.
Il s'intéresse à la conception du système cognitif au début du développement. Il contribue à un certain nombre d'études expérimentales influentes et d'idées théoriques sur la perception de cause à effet, le suivi d'objets et la détection d'agents dans la petite enfance, le rôle développemental de la modularité de l'esprit et la théorie du mécanisme de l'esprit (ToMM) dans le développement de la cognition sociale et sa déficience dans l'autisme.
Sa fille, Sarah-Jane Leslie (en), est doyenne des études supérieures à l'Université de Princeton,.